# Parco Naturale Fanes - Senes - Braies
Parco Naturale Fanes - Senes - Braies este o arie protejată (arie specială de conservare — SAC, sit de importanță comunitară — SCI, arie de protecție specială avifaunistică — SPA) din Italia întinsă pe o suprafață de 25.453 ha, integral pe uscat.

## Localizare
Centrul sitului Parco Naturale Fanes - Senes - Braies este situat la coordonatele 46°39′11″N 12°03′24″E / 46.6531°N 12.0567°E.

## Înființare
Situl Parco Naturale Fanes - Senes - Braies a fost declarat arie de protecție specială avifaunistică în aprilie 2004 pentru a proteja 1 specie de plante și 20 de specii de animale. Alte tipuri de protecție:
- sit de importanță comunitară (în iulie 2006)
- arie specială de conservare (în noiembrie 2016)[2][4][5]

## Biodiversitate
Situată în ecoregiunea alpină, aria protejată conține 24 de habitate naturale: Formațiuni pioniere alpine de Caricion bicoloris-atrofuscae, Liziere de ierburi înalte hidrofile de câmpie și de nivel montan până la alpin, Ghețari permanenți, Tufărișuri cu Pinus mugo și Rhododendron hirsutum (Mugo-Rhododendretum hirsuti), Pajiști alpine și boreale, Păduri acidofile de Picea de la nivel montan la nivel alpin (Vaccinio-Piceetea), Pajiști uscate seminaturale și facies de acoperire cu tufișuri pe substraturi calcaroase (Festuco-Brometalia) (* situri importante pentru orhidee), Tufărișuri subarctice cu Salix spp., Fânețe montane, Pajiști alpine și subalpine calcaroase, Pante stâncoase calcaroase cu vegetație casmofită, Mlaștini alcaline, Mlaștini turboase de tranziție și turbării mișcătoare, Lespezi calcaroase, Păduri alpine de Larix decidua și/sau Pinus cembra, Păduri aluvionare cu Alnus glutinosa și Fraxinus excelsior (Alno-Padion, Alnion incanae, Salicion albae), Ape stătătoare oligotrofe până la mezotrofe, cu vegetație de Littorelletea uniflorae și/sau de Isoëto-Nanojuncetea, Lacuri eutrofice naturale cu vegetație de tip Magnopotamion sau Hydrocharition, Râuri de munte și vegetația lor lemnoasă cu Salix elaeagnos, Formațiuni ierboase bogate în specii de Nardus, dezvoltate pe substraturi silicioase în zone montane (și în zone submontane, în Europa continentală), Izvoare petrifiante cu formare de travertin (Cratoneurion), Pajiști cu Molinia pe soluri calcaroase, turboase sau argilos-nămoloase (Molinion caeruleae), Grohotișuri calcaroase și de șisturi calcaroase de la nivelul montan până la nivelul alpin (Thlaspietea rotundifolii), Pajiști boreale și alpine pe substrat silicios.
La baza desemnării sitului se află mai multe specii protejate:
- plante (1): papucul doamnei (Cypripedium calceolus)
- păsări (16): potârnichea de stâncă (Alectoris graeca saxatilis), ciocănitoare verzuie (Picus canus), minunița (Aegolius funereus), acvilă de munte (Aquila chrysaetos), sfrâncioc roșiatic (Lanius collurio), becațină comună (Gallinago gallinago), sitar de pădure (Scolopax rusticola), sturz-cântător (Turdus philomelos), ciocănitoare de munte (Picoides tridactylus), viespar (Pernis apivorus), sturz (Turdus pilaris), Lagopus muta helvetica, ciocănitoare neagră (Dryocopus martius), cocoșul de mesteacăn (Bonasa bonasia), Eudromias morinellus, șoim călător (Falco peregrinus)
- nevertebrate (3): Vertigo genesii, fluturele auriu (Euphydryas aurinia), Vertigo geyeri
- pești (1): zglăvoacă (Cottus gobio)

Pe lângă speciile protejate, pe teritoriul sitului au mai fost identificate 79 de specii de plante, 14 specii de păsări, 2 specii de amfibieni, 7 specii de mamifere, 1 specie de pești.